# كيث جونسون (لاعب كرة قاعدة)
كيث جونسون (بالإنجليزية: Keith Johnson)‏ هو لاعب كرة قاعدة أمريكي، ولد في 17 أبريل 1971 في هانفورد في الولايات المتحدة.

## وصلات خارجية
- كيث جونسون على موقعبيزبول رفرنس.كوم (الدوري الرئيسي) (الإنجليزية)
- كيث جونسون على موقعبيزبول رفرنس.كوم (الدوري الثانوي) (الإنجليزية)